# Cécile Manorohanta
Cécile Marie Ange Manorohanta Dominique is een Malagassisch politicus en premier van Madagaskar van 18 december 2009 tot 20 december 2009, als opvolgster van Eugène Mangalaza. Op 27 oktober 2007 werd zij tevens, als eerste vrouw ooit in Madagaskar, minister van Defensie in de regering van Charles Rabemananjara. Ze nam afstand van deze functie na crisis in Madagaskar van 2009, waarbij ten minste 50 protestanten werden doodgeschoten door de politie. 
Sinds 8 september 2009 is ze vice-minister van Binnenlandse Zaken in de regering van Roger Kolo. Als premier werd zij opgevolgd door Albert-Camille Vital.